# História da Tailândia
A história da Tailândia começa quando o povo tai, originário da China ocidental, chegou a Yunnan nos séculos II e I a.C. No século III, fundaram o reino de Nanchao, que perdurou até a conquista do Império Mongol em meados do século XIII. No século VII, desenvolveu-se o reino de Dvaravati, de cultura búdica e povoado pelos mons. No fim do primeiro milênio da era cristã, os tais migraram em direção ao sul e se fixaram em diversas regiões que mais tarde constituiriam o Vietnã, o Laos, Mianmar e a Tailândia. No século XIII, surgiram dois reinos tais, cujas capitais situavam-se no norte da atual Tailândia: o Reino de Sucotai e o Lan Na (capital Chiangmai).Entre os séculos XI e XII, a região foi conquistada pelos quemeres.
No final do século XIII, o Reino de Sucotai expandiu-se pela planície central da Tailândia. Os tais, ditos siameses, já haviam assimilado vários elementos étnicos e culturais de outros povos habitantes da região, como a religião budista, que inspirava seu sistema de governo, ou a escrita, derivada do sistema empregado pelos cambojanos.

## Antes da chegada dos tailandeses
No século III, surgiu uma potência marítima conhecida apenas pelo nome que lhe é dado nos textos chineses, Fou-nan, cujo centro económico se localizava na atual região de Óc Eo, no sul da península da Indochina, que se estende pelo sul do Vietname, o vale inferior do rio Chao Phraya e o norte da Península Malaia. Pela descrição dada pelo relato de uma missão chinesa que veio entre 245 e 250, que os descreve como “todos feios e negros com cabelos cacheados, andando nus e descalços”, pensa-se que os habitantes de Fou-nan eram etnicamente Khmer.
No final do século V, uma nova potência apareceu no sul do que hoje é o Laos, uma potência agrária, também conhecida apenas pelo seu nome chinês: Chen-la. Este reino logo se estendeu pelo norte do atual Camboja e pelo nordeste da atual Tailândia, e eventualmente anexou Fou-nan. Chen-la é considerado um dos primeiros impérios Khmer.
Esta vasta região (equivalente à península da Indochina menos Đại Việt ) era conhecida pelos estrangeiros como Sovannaphum ou Sovarnabhumi.

## Os Môn

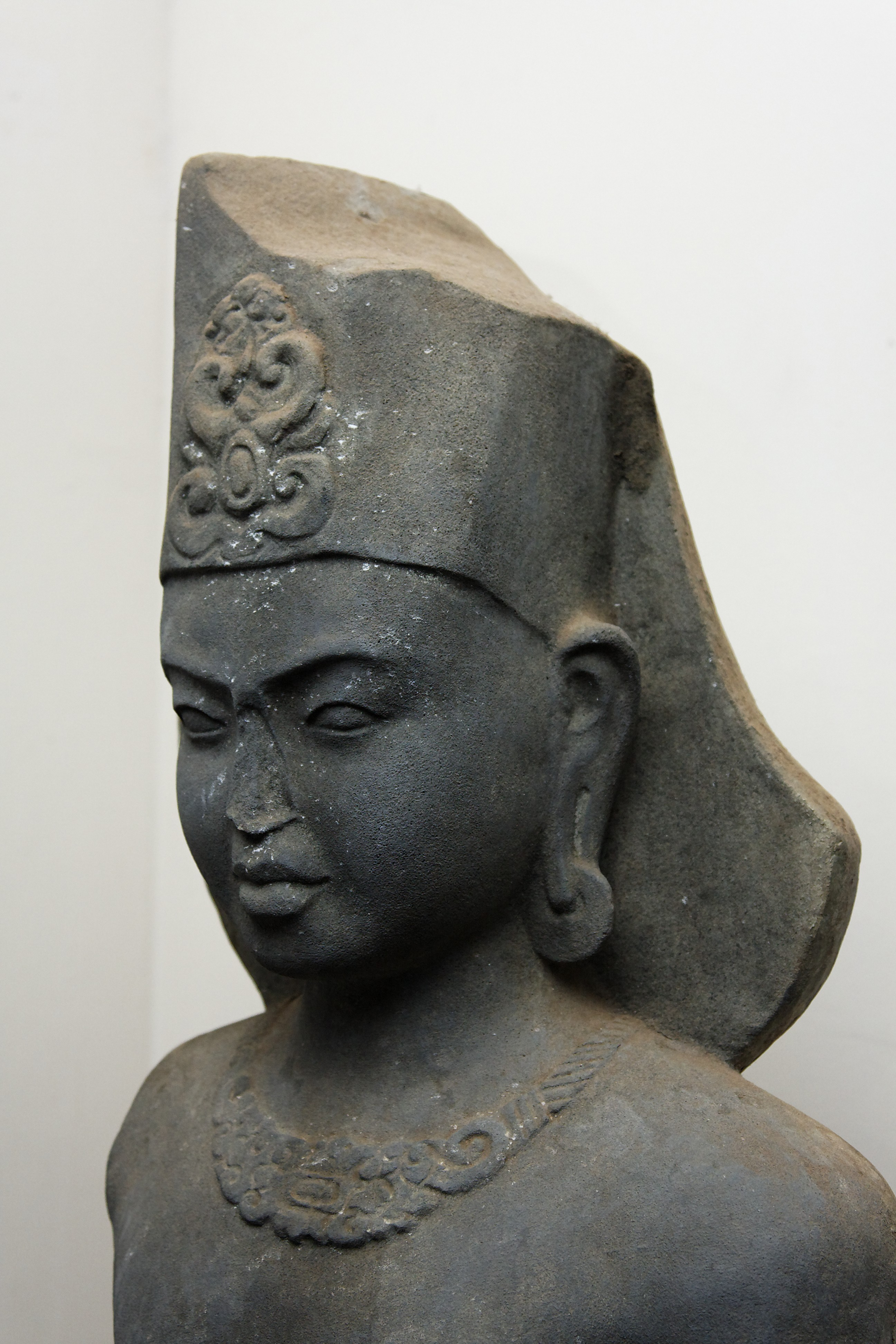
Estatua de Surya, estilo de Dvaravati, Província de Phetchabun.

Entre os séculos VI e IX, a civilização conhecida como Dvaravati floresceu no centro da Tailândia (ver Indianização da Península da Indochina). Esta civilização pertence a um povo, os Môns, que vive desde a Baixa Birmânia até ao norte da Península Malaia. A dispersão dos sítios atribuídos a Dvaravati leva a crer que a sua prosperidade está ligada ao comércio que atravessa o continente do Sudeste Asiático continental.
No século VII, os Môn fundaram o reino de Lavo (desaparecido em 1388)  no local da atual Lopburi, e no século VIII ou IX o de Haripunjaya (desaparecido no século XIII ) no atual Lamphun.

## Reino de Aiutaia

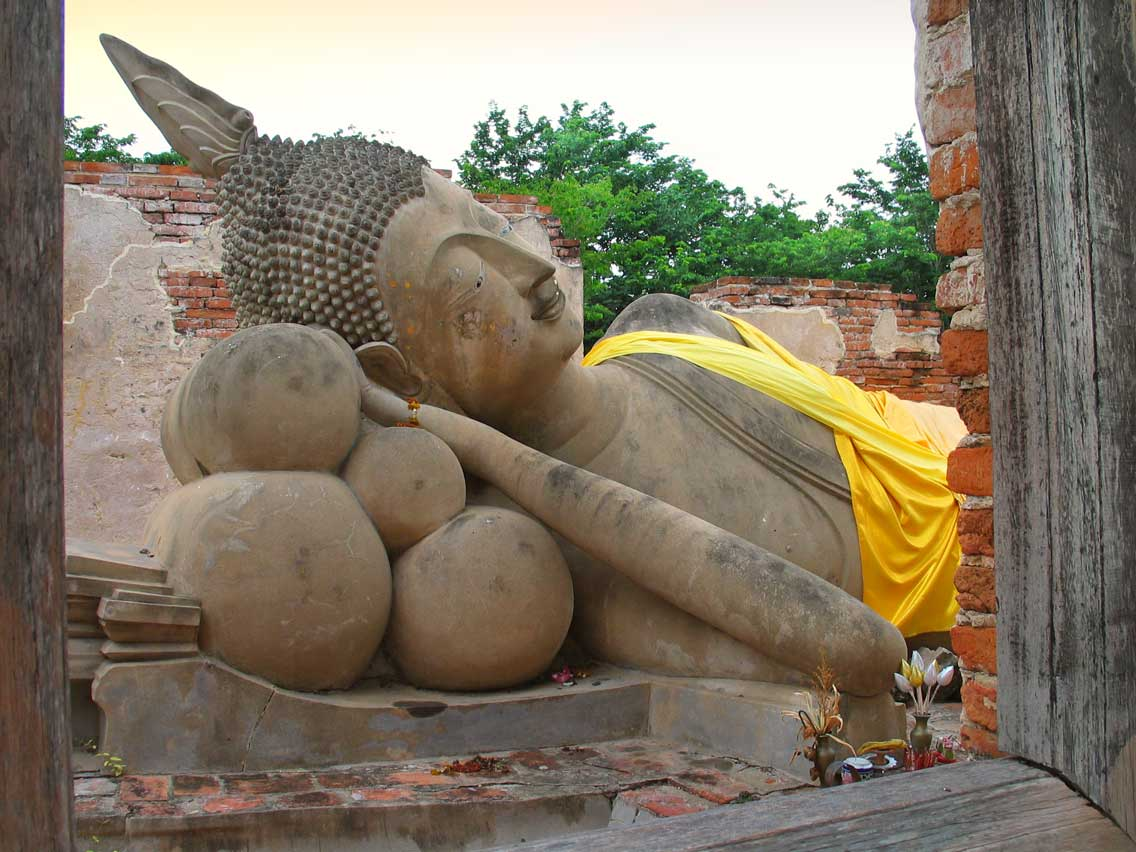
Estátua de Buda deitado em Aiutaia

Em cerca de 1350, Rama Tibodi fundou um novo reino tai, nas planícies do curso inferior do Rio Chao Phraya, com capital em Aiutaia. Em poucos decênios, o Reino de Aiutaia se expandiu consideravelmente, à custa do decadente Império Quemer do Camboja e do Reino de Sucotai, que foi absorvido pelo novo Estado. O Reino de Aiutaia empregou novas técnicas de centralização do poder e herdou do Estado Khmer a visão do governante como um rei divinizado. O reino desenvolveu um extenso aparato burocrático, e a sociedade se hierarquizou rigidamente.
As guerras foram frequentes e o território dominado a partir de Aiutaia alcançou limites próximos ao da atual Tailândia. No entanto, as fronteiras com os Estados vizinhos, devido às contínuas guerras e aos planos separatistas das províncias distantes, modificaram-se constantemente. Em 1569, os birmaneses ocuparam o Sião, transformando Aiutaia num Estado dependente. Quinze anos mais tarde, a independência do Sião foi restabelecida pelo príncipe Naresuan, considerado desde então um herói nacional na Tailândia.
Entre os séculos XVI e XVII, os tailandeses relacionaram-se com o Ocidente, especialmente com a França de Luís XIV. Portugal, pouco depois de tomar posse de Malaca, no início do século XVI, entrou em contato com o Reino de Aiutaia. Os comerciantes e missionários portugueses não exerceram, no entanto, grande influência sobre o país. O maior grupo de portugueses na Tailândia era formado por aventureiros que se puseram a serviço dos exércitos reais como mercenários e que foram responsáveis pela adoção de algumas técnicas militares ocidentais nas operações militares tailandesas. No século XVII, os comerciantes holandeses e britânicos começaram a fundar centros comerciais junto à capital e na península de Malaca. Mais tarde, chegaram os franceses, que se impuseram aos outros europeus. A chegada de uma expedição francesa composta de 600 homens armados, em 1687, despertou receios. No ano seguinte, um golpe dado por líderes tais antiocidentais levou à expulsão de todos os franceses. Teve início então uma etapa de relativo isolamento do Sião com relação ao Ocidente, uma política que durou 150 anos.

## Dinastia Chakri

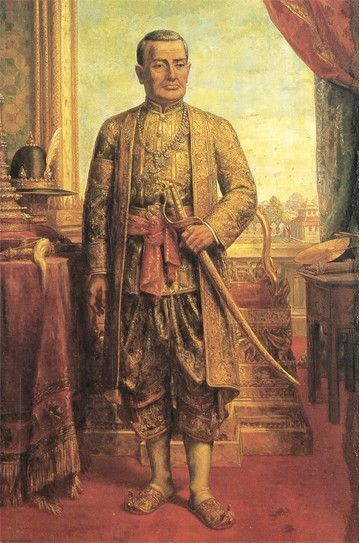
Chao Phraya Chakkri, postumamente chamado de Rama I, inaugurou então a Dinastia Chakri e mudou a capital do país para Banguecoque

Em 1767, as tropas birmanesas ocuparam novamente Aiutaia, a capital do reino, que foi saqueada e destruída, pondo fim à dinastia de Aiutaia. O nobre general Pya Taksin (Phraya Taksin) conseguiu, entretanto, restabelecer a unidade política do país e expulsar os birmaneses. Taksin se autoproclamou rei e fundou uma nova capital em Thon Buri, 60 km a sul da anterior, mas foi deposto em 1782, e sendo executado no dia 7 de abril de 1782. Um de seus generais, Chao Phraya Chakkri, postumamente chamado de Rama I, foi coroado em Banguecoque (Bangcoc), a nova capital, e fundou a dinastia Chakri (1782).
|                                                                                                   |  |  |
| O Rei Rama II (r. 1809–1824), à esquerda, e o Rei Mongkut, dito Rama IV (r. 1851–1868), à direita |  |  |

Os primeiros reis da nova dinastia se dedicaram à restauração política e cultural do antigo reino. Rama I, que reinou de 1782 a 1809, concluiu a reunificação do Sião. Depois dele, Rama II, poeta famoso, dedicou-se às artes e às letras, e Rama III conquistou novos territórios no sul e no norte (partes do Camboja, Laos e Malásia), na primeira metade do século XIX. No mesmo período, desembarcou no país grande número de comerciantes chineses, que estimularam o comércio tailandês com a China e fomentaram a exportação de açúcar. Em meados do século, aproximadamente metade dos 400.000 habitantes da capital eram chineses.
O interesse ocidental pelo país acentuou-se no início do século XIX. As conquistas britânicas sobre Myanmar, a expansão na Malásia e a abertura forçada da China ao capital ocidental levaram a uma mudança da política externa tailandesa: ciente do poder do Ocidente, o rei Mongkut, Rama IV (1851–1868), assinou tratados comerciais com o Reino Unido (1855), os Estados Unidos da América (1856), a França (1856) e outros países.
Às concessões comerciais seguiram-se concessões territoriais: em 1867, o Sião renunciou a seus direitos sobre o Camboja, reclamado pela França. A influência ocidental sobre os assuntos internos limitava-se, porém, à aceitação de algumas inovações trazidas por missionários, como a imprensa e a vacinação. Nessa época, professores e técnicos ocidentais se fixaram no país. Durante o reinado de Rama IV, realizou-se também uma profunda reforma no budismo, com o objetivo de torná-lo menos vulnerável ao trabalho evangelizador dos missionários cristãos.

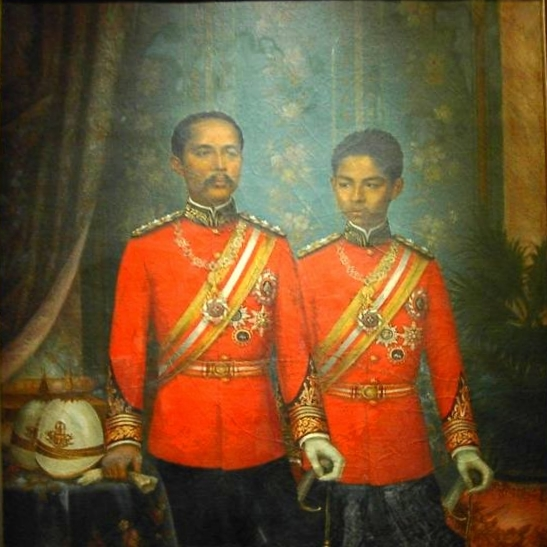
O rei Chulalongkorn, Rama V, e o príncipe Vajirunnahis

O rei Chulalongkorn, Rama V (1868–1910), assumiu o poder depois de um período de cinco anos de regência. Continuou com os esforços pela modernização iniciada por seu pai e, sabendo explorar a rivalidade entre dois grandes impérios coloniais - o francês, a leste, e o britânico, a oeste - manteve a independência do Sião, embora com grandes concessões territoriais. Claro exemplo disso foi a disputa territorial que manteve com a França, em 1893, quando a Tailândia dominava a Cochinchina, Annam, Tongking e Camboja. Os franceses obtiveram todos os territórios situados a oeste do rio Mekong (Laos). O país perdeu em 1909 os quatro Estados da Península de Malaca em favor da Grã-Bretanha. As reformas internas que empreendeu destinavam-se a fortalecer o Estado e a modernizar a sociedade segundo padrões ocidentais. O jovem rei criou uma burocracia fortemente centralizada e o embrião de um exército moderno; transformou os Estados vassalos em províncias do reino; aboliu a escravidão e os restos do feudalismo; construiu ferrovias e telégrafos e estabeleceu uma rede de ensino público.

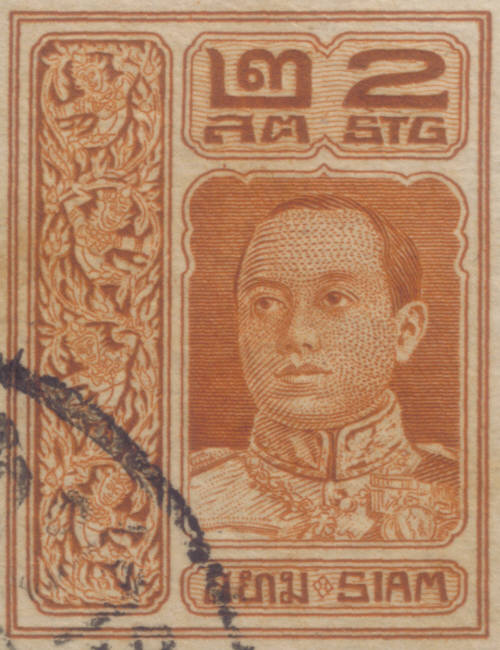
Rei Rama VI.

No início do século XX, Rama VI continuou as reformas empreendidas por seu pai. A participação do país na Primeira Guerra Mundial, ao lado dos aliados, significou para os tailandeses o alívio das pesadas condições impostas pelos tratados comerciais assinados com as potências europeias. Em 1917, foi inaugurada a primeira universidade do Sião. Quatro anos mais tarde, o ensino primário tornou-se obrigatório. A principal obra de Rama VI foi, no entanto, a promoção do nacionalismo tai. Rama VII, irmão de seu predecessor, foi um soberano fraco que deixou o governo do Estado nas mãos de parentes.
A classe média, oriunda do substancial processo de modernização do país, tornou-se intolerante ao domínio real absolutista e as dificuldades provocadas pela crise econômica mundial iniciada em 1929 motivaram o violento golpe de Estado que, em 1932, tornou o regime do país uma monarquia constitucional, mantendo a dinastia no trono.

## Governos militares e democráticos
A Assembleia formada a partir do golpe de estado, majoritariamente de esquerda, era composta pelos setores que apoiaram o golpe e cujos interesses divergiam amplamente entre si. Após uma série de conflitos pelo poder, nos quais intervieram o rei e os militares, o governo do país ficou sob controle militar.

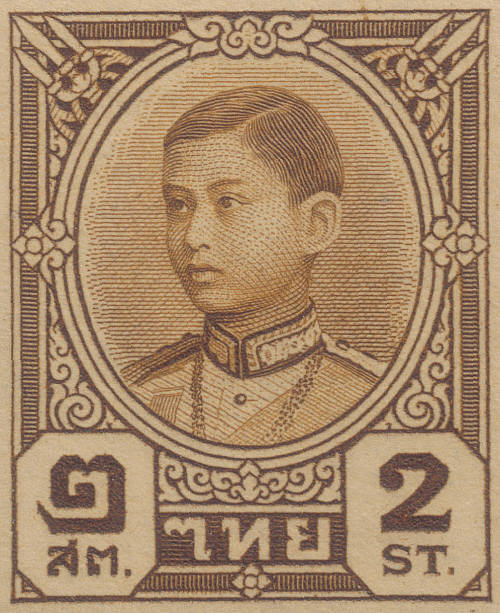
Ananda Mahidol, Rama VIII

Em 1935, o rei Rama VII foi obrigado a abdicar em favor de sobrinho, Ananda Mahidol, Rama VIII, que era menor de idade. Em 1938, o marechal-de-campo Plaek Pibulsonggram assumiu o poder. No ano seguinte, o nome oficial do país mudou de Sião para Tailândia. Graças à mediação japonesa, em 1941, o governo chegou a um acordo com a França pelo qual a Tailândia recebia parte do Camboja ocidental e todos os territórios do Laos às margens do rio Mekong.

Marechal Plaek Pibulsonggram

Ao eclodir na Ásia a Segunda Guerra Mundial, as forças armadas japonesas avançaram rapidamente pela Indochina até a fronteira do Camboja. A Tailândia não resistiu à ocupação japonesa e, sem alternativa, o governo tailandês, liderado pelo mal. Plaek, declarou guerra aos Estados Unidos da América e à Grã-Bretanha em 1942. Os Estados Unidos, entretanto, recusaram-se a aceitá-la como inimigo. Apesar de tecnicamente aliada ao Japão, a Tailândia sustentou relações de amizade com os países ocidentais, pois a resistência guerrilheira combateu secretamente as forças japonesas. Durante a guerra, a Tailândia incorporou alguns territórios fronteiriços da península de Malaca e da Indochina, que haviam estado sob a dominação francesa e britânica desde o início do século.
O governo pró-japonês foi derrotado em 1944 e o civil Pridi Banomyong, orientado claramente pelos aliados, tomou posse do governo. Em 1946, a Tailândia firmou um tratado com a Grã-Bretanha e com a Índia, pelo qual renunciava a seus direitos sobre os territórios malaios adquiridos durante a guerra; em 1946, a França recebeu os territórios que havia cedido em 1941. Após o rei Ananda Mahidol, em 1946, aparecer morto em sua cama com um tiro na cabeça, começou a regência até a maioridade de seu irmão Bhumibol Adulyadej, ou Rama IX. Três membros do palácio foram acusados pelo assassinato do rei, mas sempre persistiu a suspeita de que tenha sido o próprio Bhumibol a matar o irmão de forma acidental, conforme a tese sustentada num polêmico livro publicado pelo jornalista britânico Andrew MacGregor Marshall. Meses depois, o Exército, beneficiando-se do apoio dos EUA, depôs o governo civil, acusando seus líderes de regicídio.

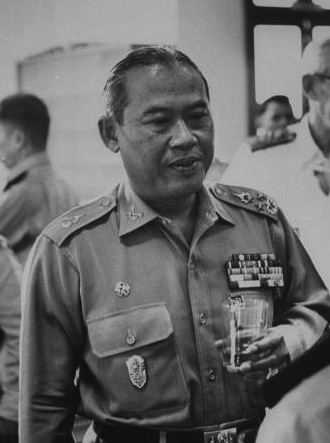
O general Thanom Kittikachorn apoiou a guerra dos Estados Unidos com o Vietnã

Plaek Pibulsonggram voltou a ser nomeado primeiro-ministro em 1948 e governou durante nove anos. Em 1950, Bhumibol Adulyadej foi coroado rei sob o nome de Rama IX. Em 1958, Sarit Thanarat, outro militar, tomou o poder, aboliu a Constituição e proibiu as eleições. Com sua morte, em 1963, ascendeu ao governo o general Thanom Kittikachorn. O governo militar aboliu a Constituição e dissolveu a assembleia. A partir de 1962, desenvolveu-se a guerrilha comunista no norte do país. Em 1972, centenas de camponeses, talvez mais de 3.000, suspeitos de apoiar a rebelião comunista, foram massacrados pelas forças armadas na província de Phattalung, no sul da Tailândia. Até então, os suspeitos comunistas detidos pelo exército eram geralmente fuzilados e os seus corpos deixados para trás. Desta vez, o método do "barril vermelho" foi introduzido para eliminar qualquer prova possível. Os suspeitos foram espancados até à semiconsciência, antes de serem atirados para barris contendo gasolina e queimados vivos.
O novo gabinete de Thanom apoiou apoiou a posição do vizinho Laos durante a Guerra do Vietnã (1959–1975), e recebeu avultadas doações dos Estados Unidos da América. No entanto, viu-se obrigado a receber no seu território refugiados vietnamitas. O governo tomou medidas para a restauração dos direitos políticos, suspensos em 1958. Em 1968, entrou em vigor uma nova Constituição. Nas eleições de 1969 para uma nova assembleia, venceu o Partido Unido do Povo.
Em 1973, as forças armadas reprimiram com violência manifestações de descontentamento com o regime, lideradas por estudantes. Desacreditado, o governo perdeu o apoio do Exército. O rei Bhumibol Adulyadej obrigou então o gabinete a renunciar, iniciando-se um movimento em direção a um governo civil, e, no ano seguinte, lavrou-se uma Constituição democrática a qual tornou o governo responsável ante o Parlamento, mas a ameaça de uma agressão comunista, principalmente a partir do Camboja, permitiu uma forte influência militar. Realizaram-se eleições em 1975 e 1976 e, nesse mesmo ano, um golpe de Estado suspendeu a Constituição, dissolveu o Parlamento e colocou os militares de volta no poder, inaugurando uma série de governos militares. A 6 de Outubro de 1976, activistas de extrema-direita em Banguecoque, apoiados pela polícia e pelo exército, abriram fogo sobre uma manifestação de estudantes de esquerda. Os manifestantes que tentaram atravessar a nado o rio Chao Phraya foram fuzilados. Aqueles que se renderam foram espancados, uns até à morte, e outros queimados vivos. Várias raparigas jovens são violadas e depois mortas. As autoridades comunicam 46 mortos, mas o verdadeiro número de mortos pode ser de cerca de 100. No mesmo dia, o exército levou a cabo um putsch, com o consentimento do rei.

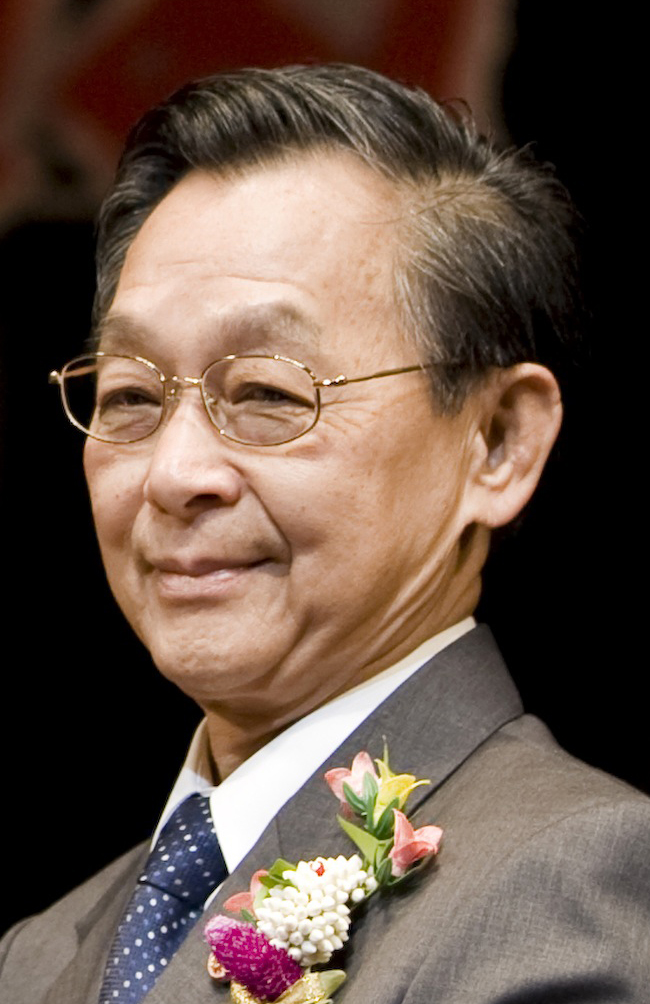
Chuan Likpai

Em 1977 foram realizadas eleições legislativas. Em 1979, com a invasão do Camboja pelo Vietnã, os refugiados afluíram. Em 1981, por renúncia de K. Chamanand, a chefia do governo passou ao general Prem Tisulanond. Em 1988, foi sucedido por Chatchai Chunhawan (Chatichai Choonhavan), líder do partido Chart Thai.  Em 1991, Choonhavan foi deposto por um golpe de Estado militar, seguindo-se uma nova Constituição. Os partidos pró-militares ganharem as eleições gerais de 1992. O general Suchinda Kraprayoon tornou-se primeiro-ministro e impôs um estado marcial. A oposição saiu às ruas reivindicando reformas democráticas. Tropas do Exército abriram fogo contra os manifestantes, matando várias pessoas.
O rei Bhumibol (que havia subido ao trono em 1946) restaurou a estabilidade com um compromisso de conciliação. Suchinda então renunciou, a pedido do rei, e os partidos políticos civis foram novamente legalizados. O rei, então, convocou uma reunião com as principais lideranças transmitida pela TV. Anan Panyarachun foi confirmado primeiro-ministro, dissolveu o Parlamento e convocou eleições. Nas eleições gerais, realizadas em setembro de 1992, os partidos democratas, de oposição aos militares, ganharam a maioria dos assentos no Parlamento e escolheram Chuan Leekpai, líder do Partido Democrata, como primeiro-ministro. Em 1993, Paulo César Farias foi preso em Banguecoque e extraditado para o Brasil. As eleições de 1995 permitiram, depois de vinte anos, a substituição do poder; venceu o principal partido da oposição, nação Tailandesa (Chart Thai), cujo dirigente Banharn Silpa-Archa formou um novo governo de coalizão.

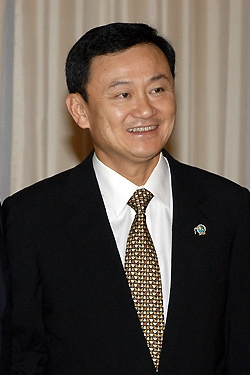
Thaksin Shinawatra

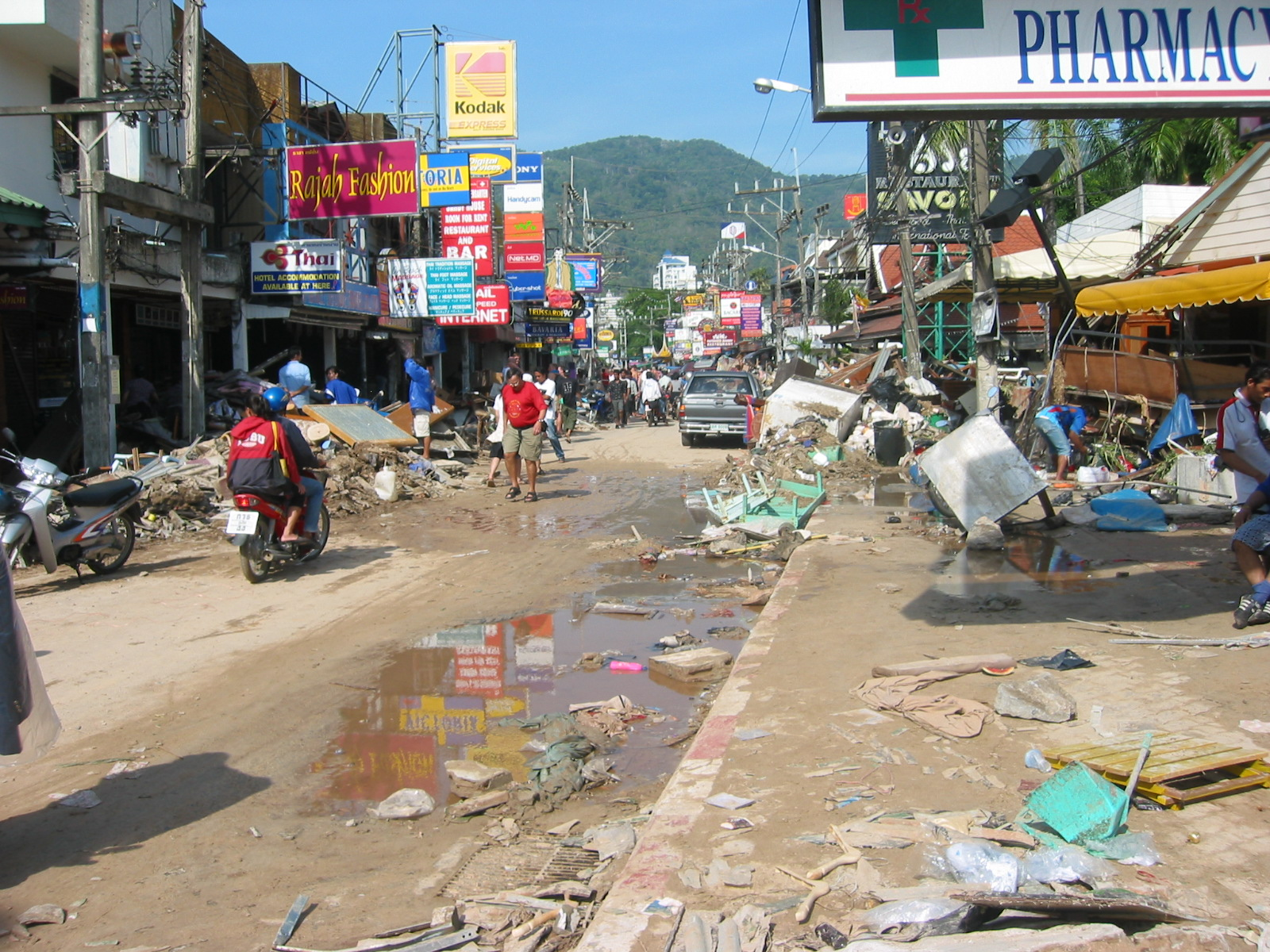
Praia de Patong, Phuket (Tailândia), após a catástrofe natural que abalou violentamente o país em dezembro de 2004

Em 1996, houve novas eleições e Chaovalith Yongchaiyuth tornou-se o primeiro-ministro. Em 1997, Chuan Leekpai reassumiu o governo e o país deu início e sofreu com a crise financeira asiática de 1997, que também atingiu outros países da região e até mesmo países como o Japão, Taiuã, Honcongue e a Coreia do Sul. Em 2001, o empresário Thaksin Shinawatra, fundador de um novo partido, que obteve ampla vitória nas eleições, foi nomeado primeiro-ministro. Desde 2004, o poder central entrou em confronto com uma insurreição nas províncias meridionais de maioria muçulmana. Localizado numa das zonas sísmicas mais ativas do Mundo, em 26 de dezembro de 2004, o Sul da Tailândia (Phuket) foi atingido por um tsunami arrasador, que abalou violentamente o país. Nesse dia, registou-se o maior terremoto dos últimos tempos (8,9 graus da escala de Richter) com epicentro ao largo da ilha indonésia de Samatra. Este sismo originou maremotos que assolaram a costa de vários países do sudeste asiático, como o Sri Lanka, o mais afetado, seguido da própria Indonésia, da Índia, Tailândia, Malásia, Maldivas e do Bangladesh, tendo provocado milhares de mortos e de desalojados.
Em 2006, após um período de estabilidade, o país sofreu um novo golpe de Estado quando o extravagante Primeiro-Ministro Thaksin Shinawatra, que se encontrava, durante golpe que provocou a queda do governo, em Nova Iorque para participar da Assembleia-Geral da ONU, derrubado depois de ser acusado de corrupção, abuso de poder e desrespeito ao rei Bhumibol Adulyadej. Apesar do protesto da União Europeia, que considerou a atitude do exército tailandês antidemocrática, o general Sonthi Boonyaratklin, líder do golpe, declarou a necessidade de acabar com um governo corrupto e nepotista, criador de conflitos sociais. O monarca nomeou Boonyaratklin chefe do Executivo até às eleições seguintes. Apesar do exílio, Thaksin continuou a ser figura central da política tailandesa e seus aliados foram eleitos nas duas eleições realizadas pós-golpes.

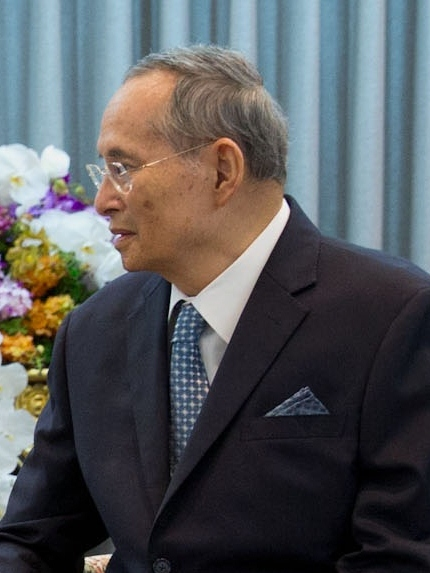
O nono rei da Tailândia, Bhumibol Adulyadej (Rama IX) foi o monarca que esteve há mais tempo no poder no mundo

Em 2010, manifestantes "vermelhos" (pró-governo, que têm o apoio de camponeses, dos mais pobres e dos críticos da monarquia) fecharam partes de Bangcoc por semanas para exigir a renúncia do governo e a volta do premiê deposto Thaksin. Quando o Exército interveio para tentar tirar os manifestantes das ruas, atirando várias vezes contra a multidão, os confrontos violentos resultaram em mais de 90 pessoas mortas. A ação, porém, não não impediu que, um ano mais tarde, Yingluck Shinawatra, irmã mais nova do líder populista Thaksin Shinawatra, vencesse as eleições, se tornando a primeira mulher a ocupar o cargo de primeiro-ministro da Tailândia. Em dezembro de 2013, Yingluck viu-se confrontada nas ruas da capital com uma onda de protestos organizados pelos "amarelos" (elite pró-monarquia e antigoverno), apoiados pela cúpula militar. Em dezembro, como resposta, Yingluck dissolveu a Câmara Baixa e convocou eleições legislativas antecipadas para fevereiro de 2014, nas quais seu partido, o Pheu Thai (Os Tailandeses Amam a Tailândia), era amplamente visto como ganhador. Manifestantes, no entanto, interromperam a votação e o escrutínio foi, mais tarde, anulado por decisão do Tribunal Constitucional da Tailândia. Em maio, o Tribunal Constitucional destituiu a primeira-ministra Yingluck Shinawatra por abuso de poder. Niwattumrong Boonsongpaisan, ministro do Comércio, foi nomeado chefe de governo interino.
Em 20 de maio de 2014, o chefe do Exército tailandês, general Prayuth Chan-Ocha, citando uma lei de 1914, decretou lei marcial no país sob o pretexto de solucionar a crise política no país após mais de seis meses de protestos antigovernamentais, mas negou que se tratasse de golpe. Dois dias depois, Prayut anunciou em rede nacional de televisão o golpe de Estado. A Constituição de 2007 foi suspensa, com exceção do capítulo sobre a monarquia. Comandante da junta militar, conhecida formalmente como Conselho Nacional para a Paz e a Ordem (CNPO), o general foi nomeado primeiro-ministro pelos membros da Assembleia Legislativa Nacional, que ele mesmo escolheu.

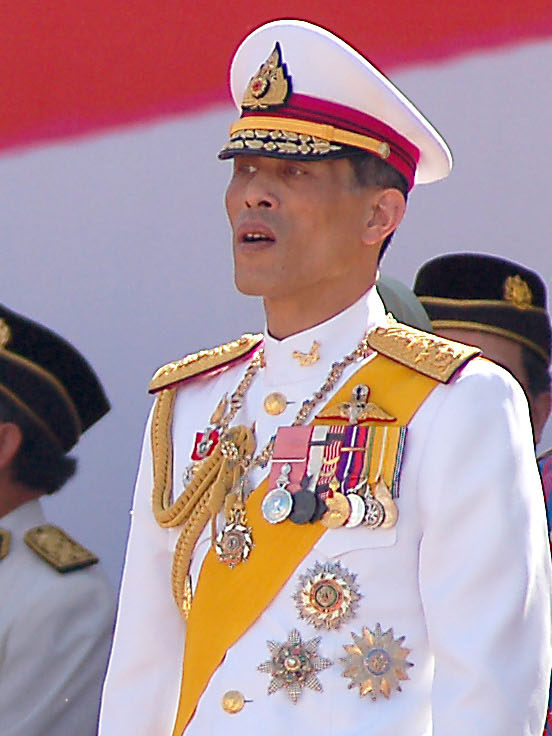
O atual rei da Tailândia, Maha Vajiralongkorn (Rama X)

Em 13 de outubro de 2016, a casa real tailandesa anunciou a morte do rei Bhumibol Adulyadej, aos 88 anos, no Hospital Siriraj, em Bangcoc, onde estava internado havia mais de um ano. Bhumibol estava há 70 anos no trono, sendo o monarca com o reinado mais longo do mundo. Seu filho, o altamente impopular príncipe herdeiro Maha Vajiralongkorn, 64 anos, conforme declarado pelo chefe da Junta Militar, general Prayuth Chan-ocha, estaria pronto para assumir as suas obrigações.
Em 2019, Prayut Chan-O-Cha venceu as eleições gerais, que a oposição acusa ter sido enviesada, e foi escolhido pela Câmara para permanecer como primeiro-ministro. Em 20 de março de 2023, Prayut dissolveu o Parlamento.
Nas eleições gerais de 14/05/2023, a oposição pró-democracia conquistou uma vitória expressiva, com o Partido do Movimento Adiante (Move Forward) obtendo o maior número de deputados no Parlamento e o Pheu Thai ficando em segundo lugar.  Já o partido Nação Tailandesa Unida (UTN), do primeiro-ministro Prayut Chan-O-Cha, ficou em quinto lugar.  O Partido do Movimento Adiante, liderado por Pita Limjaroenrat, e o Pheu Thai, liderado por Paetongtarn Shinawatra (filha do ex-primeiro-ministro Thaksin Shinawatra), formaram uma coalizão para substituir os militares derrotados.
Em 12/06/2023, a Comissão Eleitoral da Tailândia abriu uma investigação contra Pita Limjaroenrat por suspeitas de irregularidades devido às ações que possui da emissora de televisão iTV, argumentando que o Código Eleitoral tailandês proíbe que os candidatos tenham ações em jornais ou qualquer outro tipo de meio de comunicação em massa.